# Petrus en Pauluskerk (Loppersum)
De Paulus en Petruskerk te Loppersum in de Nederlandse provincie Groningen is een kerk met een lange voorgeschiedenis.

## Bouwgeschiedenis
De eerste kerk op de wierde van Loppersum werd verwoest door brand. In 1217 werd een eenbeukige romaanse kerk gebouwd met een recht gesloten koor. Van deze kerk zijn slechts enkele bouwfragmenten bewaard gebleven. In de tweede helft van de dertiende eeuw werd het schip van de kerk verhoogd en werd het bestaande koor vervangen door een dwarsschip met een nieuw koor. Van deze bouwfase van de kerk zijn alleen de beide dwarsarmen met romanagotische meloenvormige koepelgewelven overgebleven. De noordelijke topgevel is in latere tijd verdwenen, terwijl de zuidelijke topgevel aan het einde van de vijftiende eeuw is vernieuwd. In de tweede helft van de veertiende eeuw is de forse zadeldaktoren bij de kerk gebouwd. De muren hiervan zijn onderaan bijna drie meter dik. In 1610 werd de toren verbouwd. Het huidige laat-gotische koor werd gebouwd in de periode 1480-93, net als de recht gesloten zuidelijke zijkapel en de noordelijke driezijdig gesloten zijkapel. Tussen 1520 en 1530 werd een smalle zuidelijke zijbeuk aan de kerk toegevoegd. In de tweede helft van de zestiende eeuw werd ten slotte het schip verhoogd.
De kerk werd gerestaureerd tussen 1953 en 1959.

## Interieur
De orgeltribune bestaat in zijn huidige vorm sinds 1665, maar bevat onderdelen van een oudere uit 1562. Het kerkorgel werd oorspronkelijk gebouwd in 1562 en werd in 1736 vernieuwd door de orgelbouwer Albertus Antoni Hinsz. Ook Heinrich Hermann Freytag werkte later aan de vernieuwing van het orgel. In het interieur vallen verder op de herenbank van de families Rengers en Tjarda van Starkenborgh en de 17e-eeuwse preekstoel. De kerk bezit verschillende grafzerken uit de zestiende en zeventiende eeuw. 
Bij de restauratie werd in 1953 een deur teruggevonden in het koor, waarachter zich een wenteltrap bevindt die leidt naar een verdieping boven de vroegere sacristie, die vroeger waarschijnlijk dienst heeft gedaan als schatkamer.

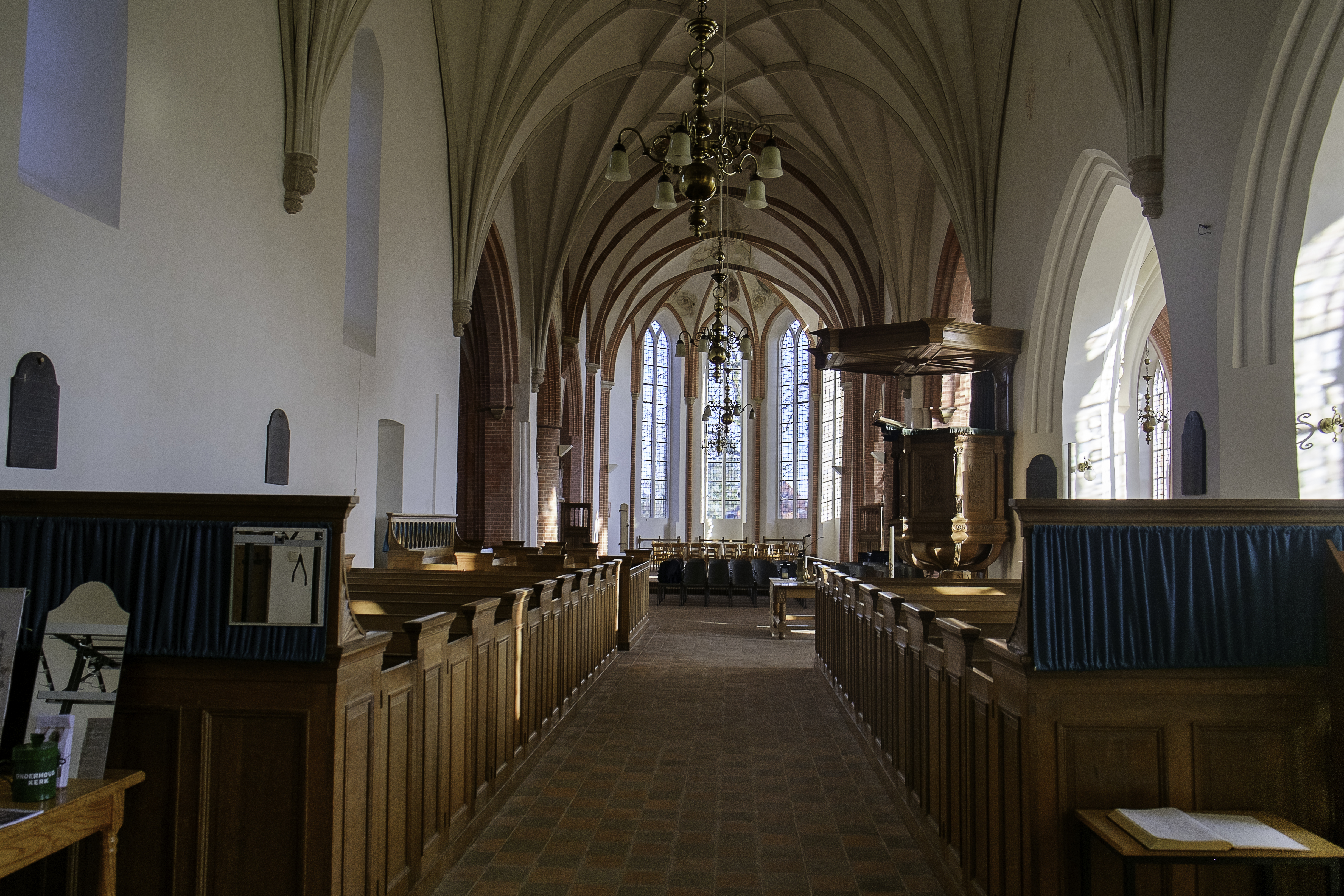
Interieur in de richting van het koor
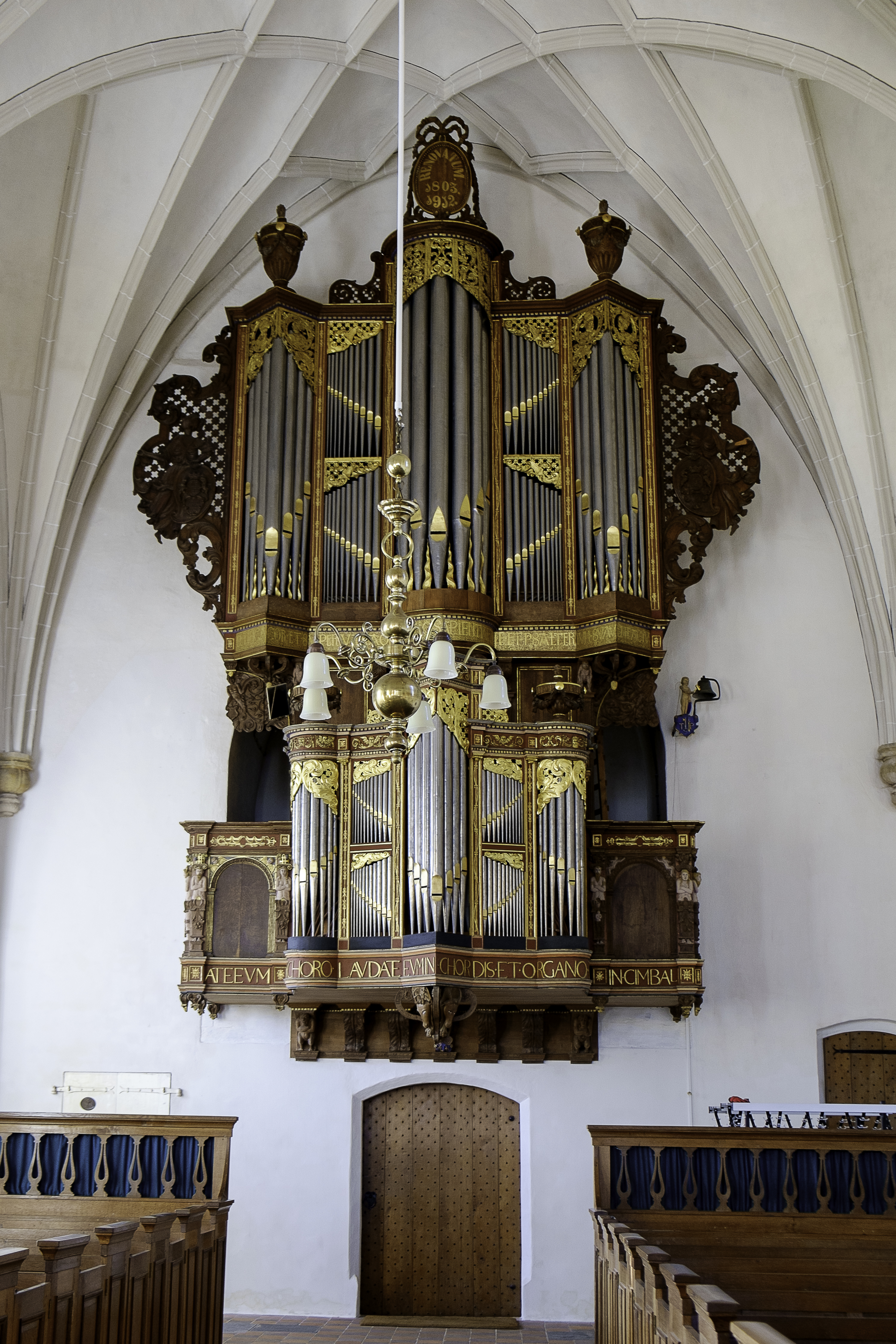
Het 16e-eeuwse kerkorgel dat in 1736 is vernieuwd
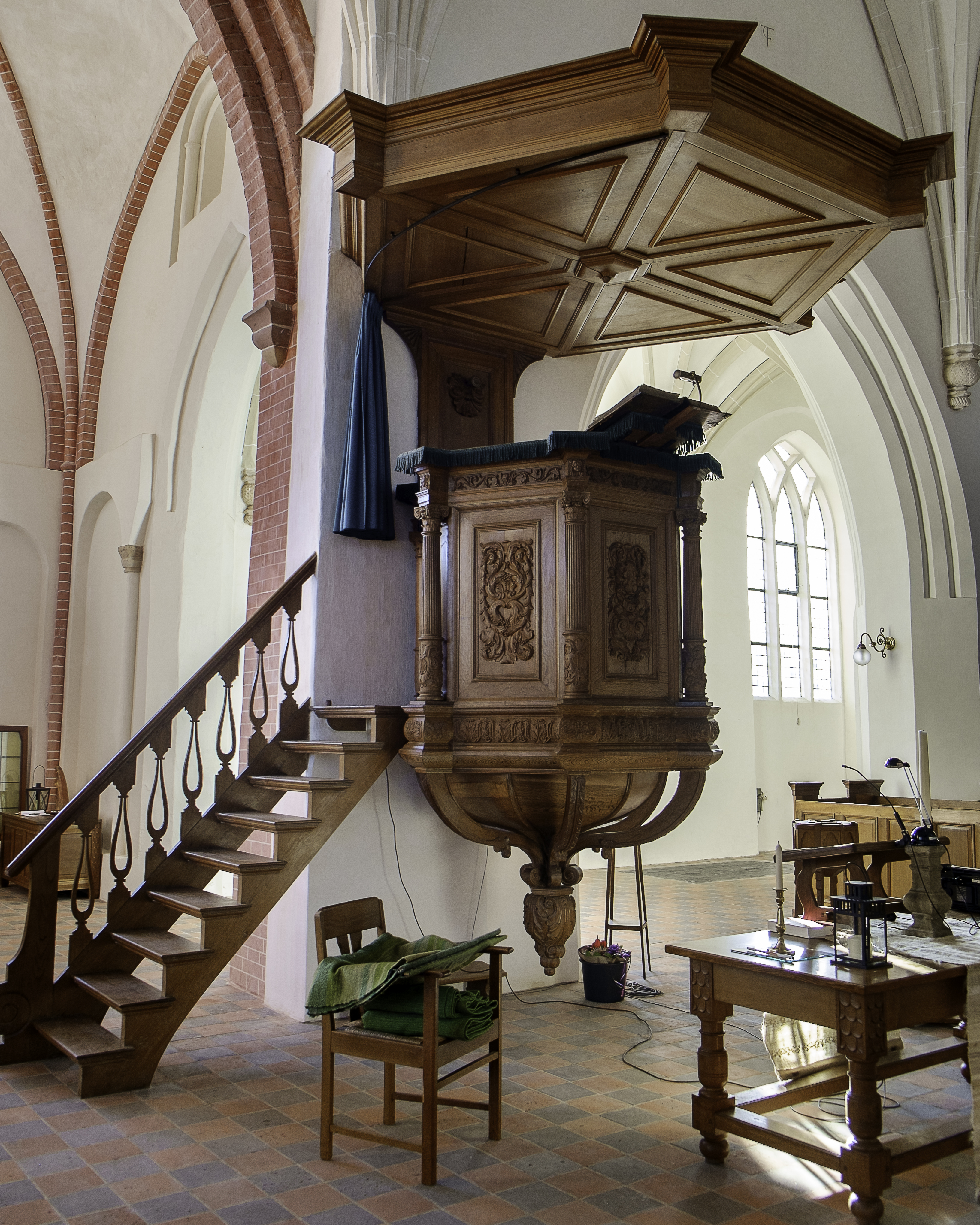
Preekstoel
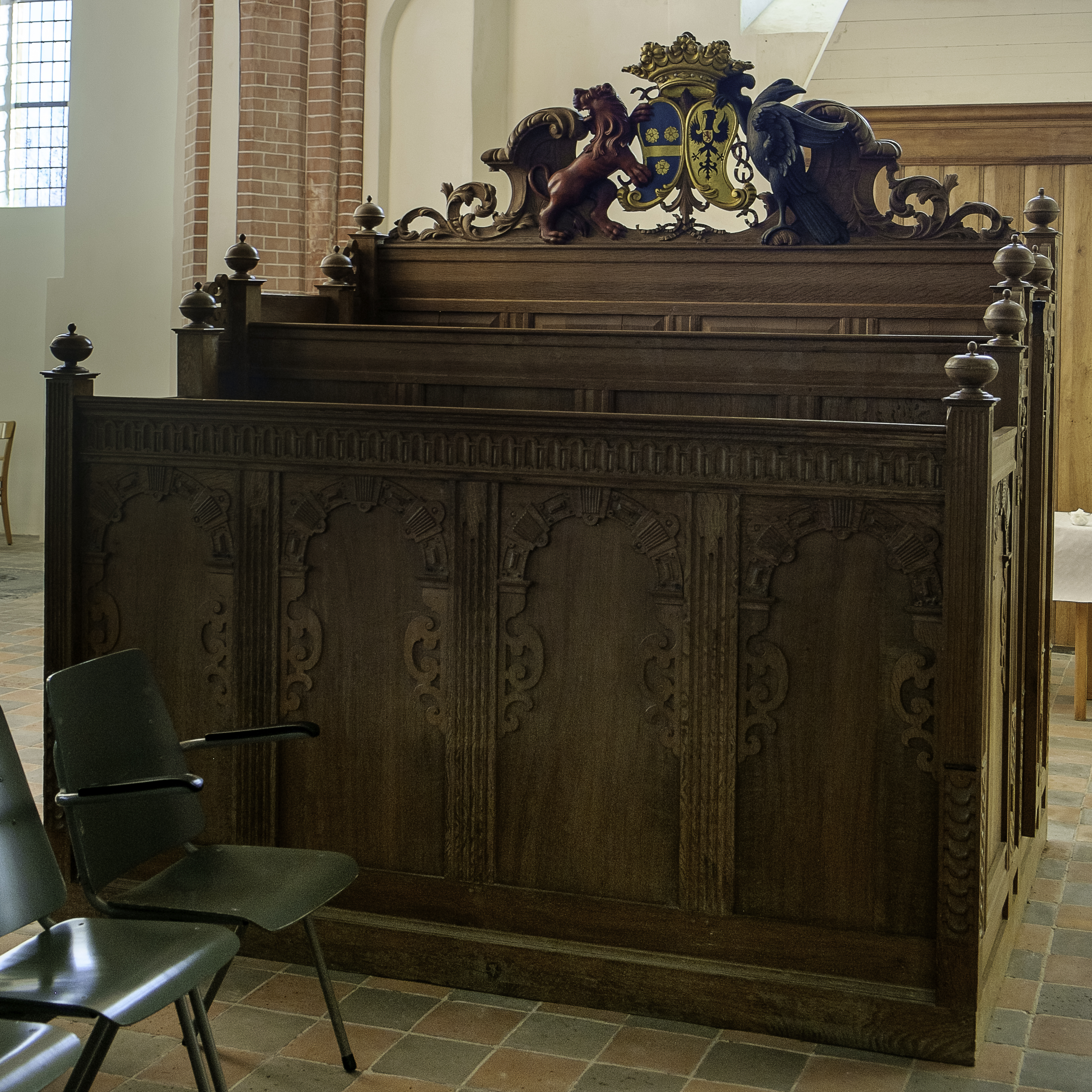
Herenbank
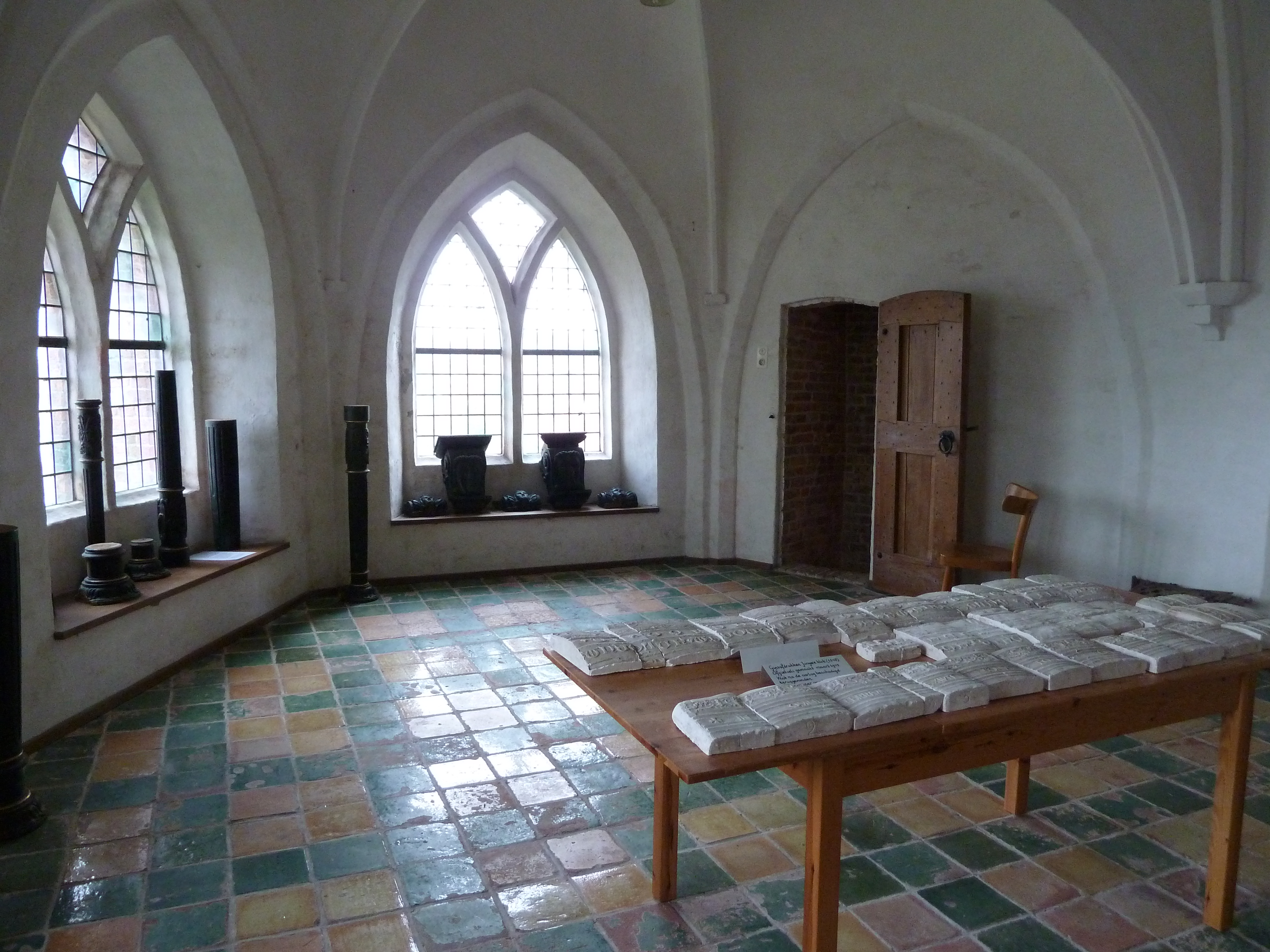
Schatkamer
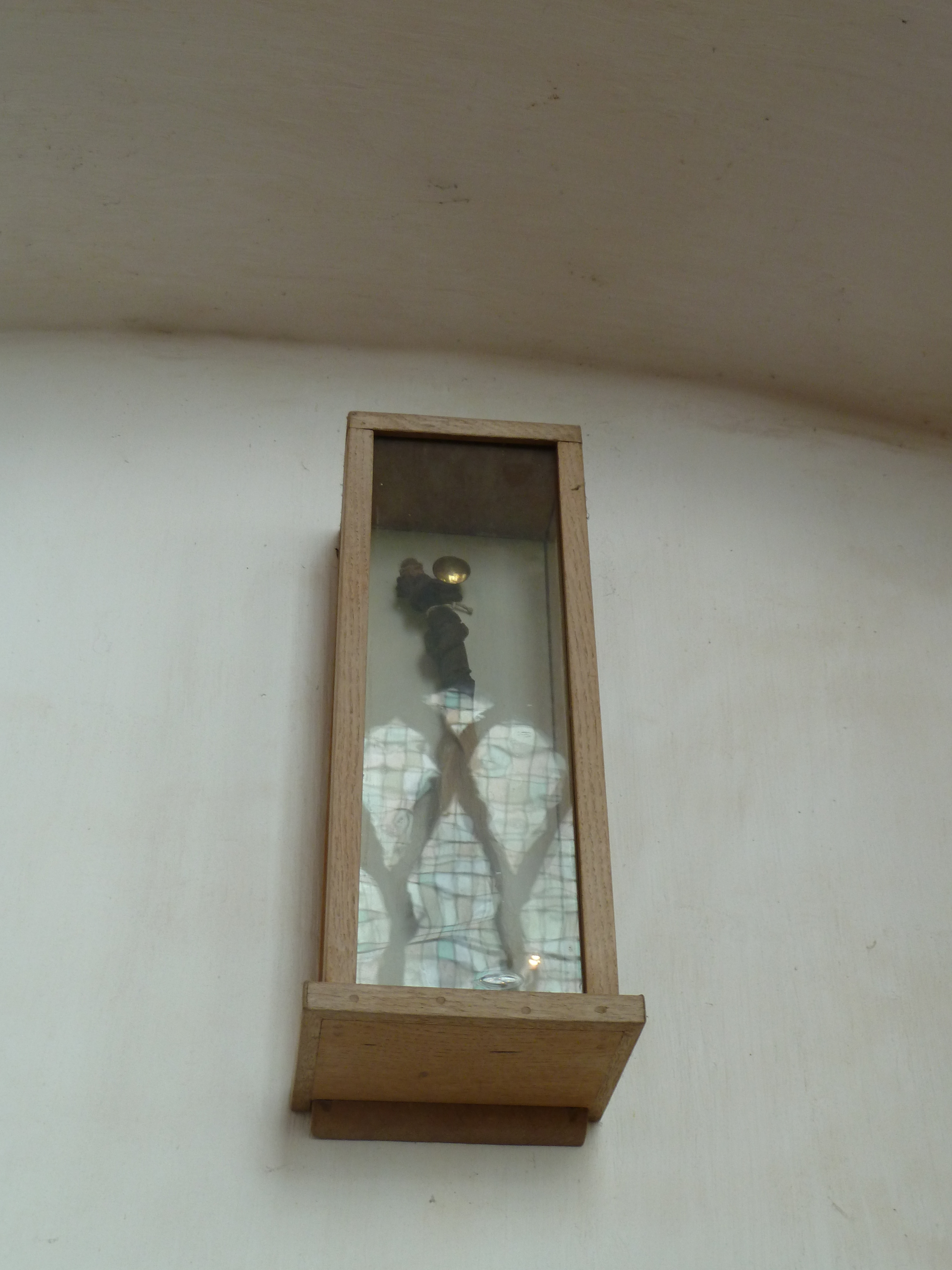
Haarvlecht die volgens de overlevering zou toebehoren aan de heilige Catharina, aan wie vroeger ook een altaar gewijd was in de kerk

### Muurschilderingen
De aan Maria gewijde noordkapel bevat laat-vijftiende-eeuwse schilderingen over het leven van Maria. Daarnaast zijn er verschillende zestiende-eeuwse schilderingen in de kerk te zien. De schilderingen op de koorwanden en de Mariakapel zijn aan het eind van de jaren vijftig van de 20e eeuw teruggevonden. Het betreft afbeeldingen uit het leven van Maria en Jezus. Ook worden de beschermheiligen van de kerk de apostelen Petrus en Paulus afgebeeld. In de afbeeldingen hieronder zijn onder meer de volgende taferelen te vinden:
- De Mariaschilderingen in de Mariakapel: de Gouden Poort, de Presentatie van Maria, de Visitatie, de Annunciatie, de geboorte van Jezus, de aanbidding der koningen, de presentatie in de tempel en de hemelvaart van Maria en Jezus.
- In het middelste travee van de kerk: Christus als de Man van Smarten met het lam Gods (Agnus Dei), Getsemane en de Emmaüsgangers.
- In het koorgewelf schilderingen van kerkvaders en apostelen, waaronder de beschermheiligen van de kerk Petrus en Paulus.

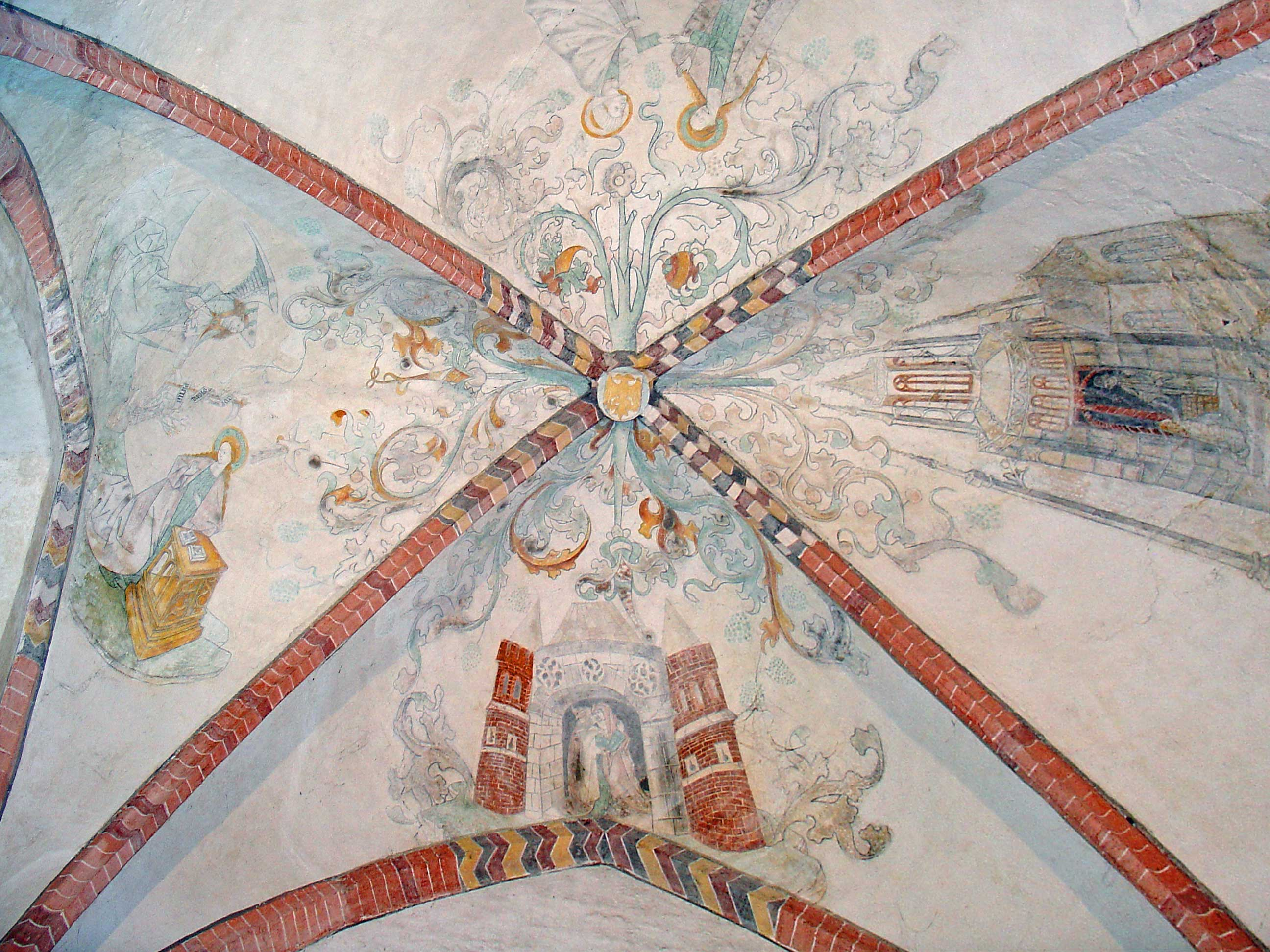
Mariaschilderingen
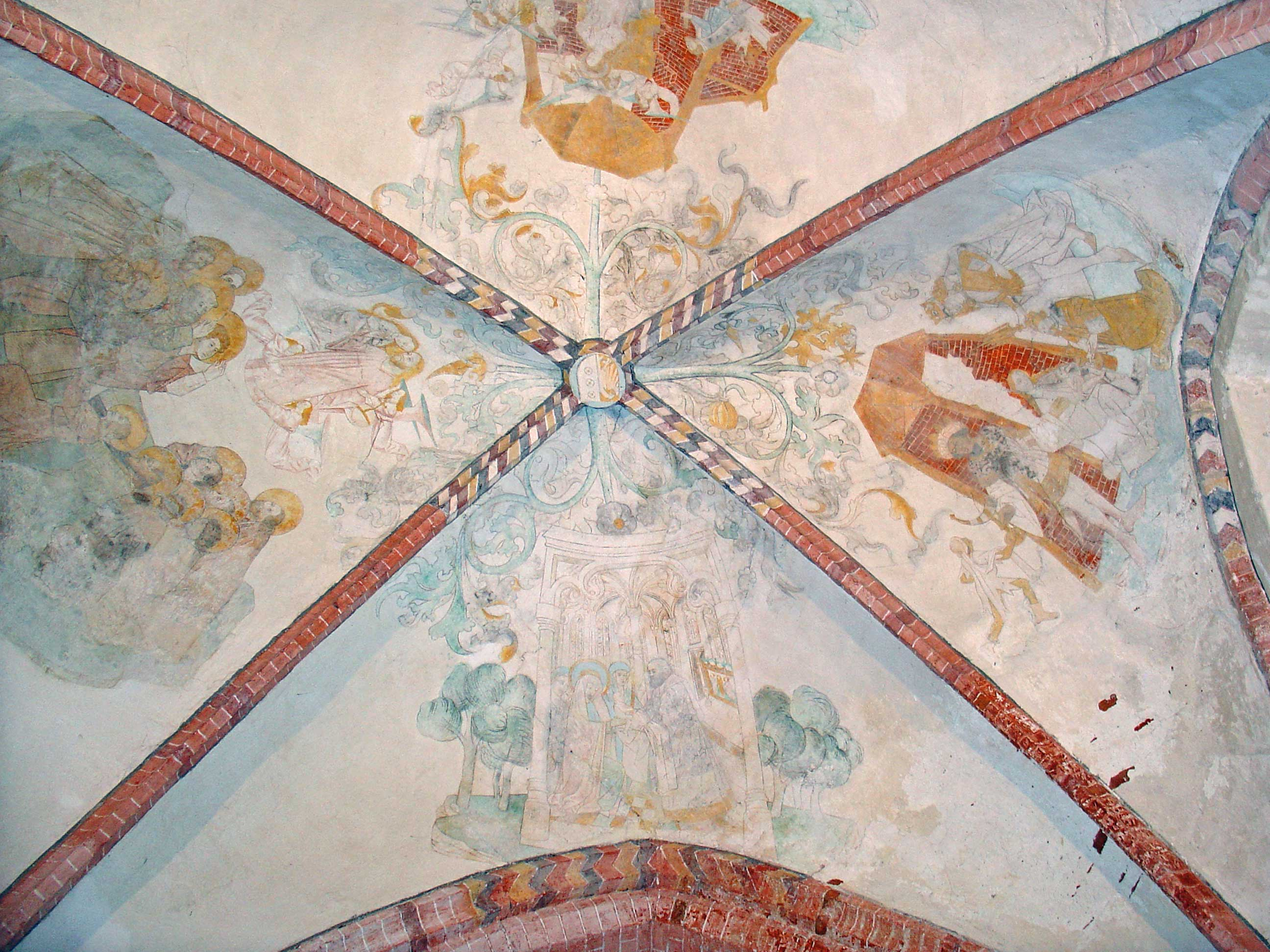
Mariaschilderingen
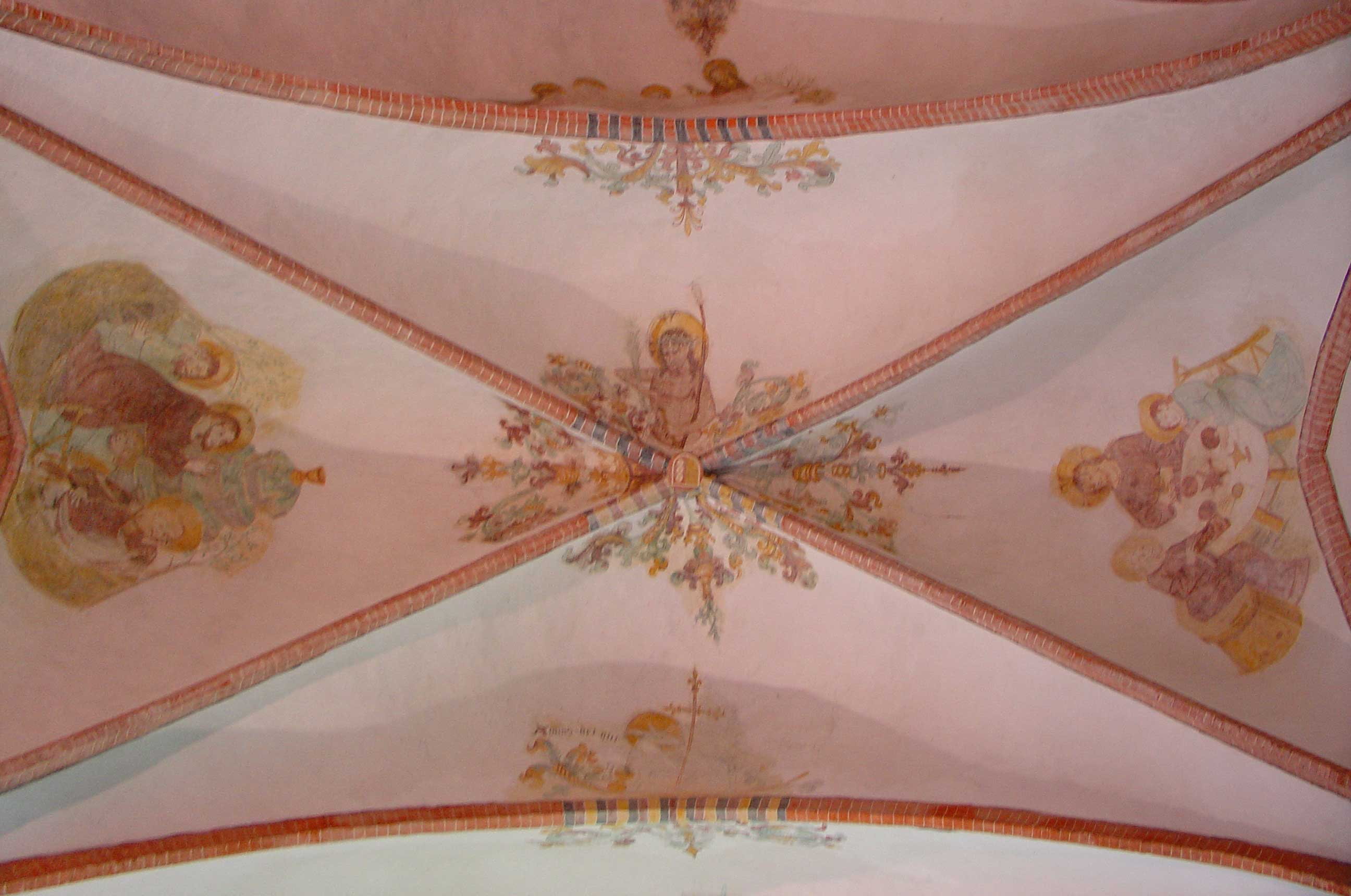
Christus als de man van smarten, Getsemane en de Emmaüsgangers
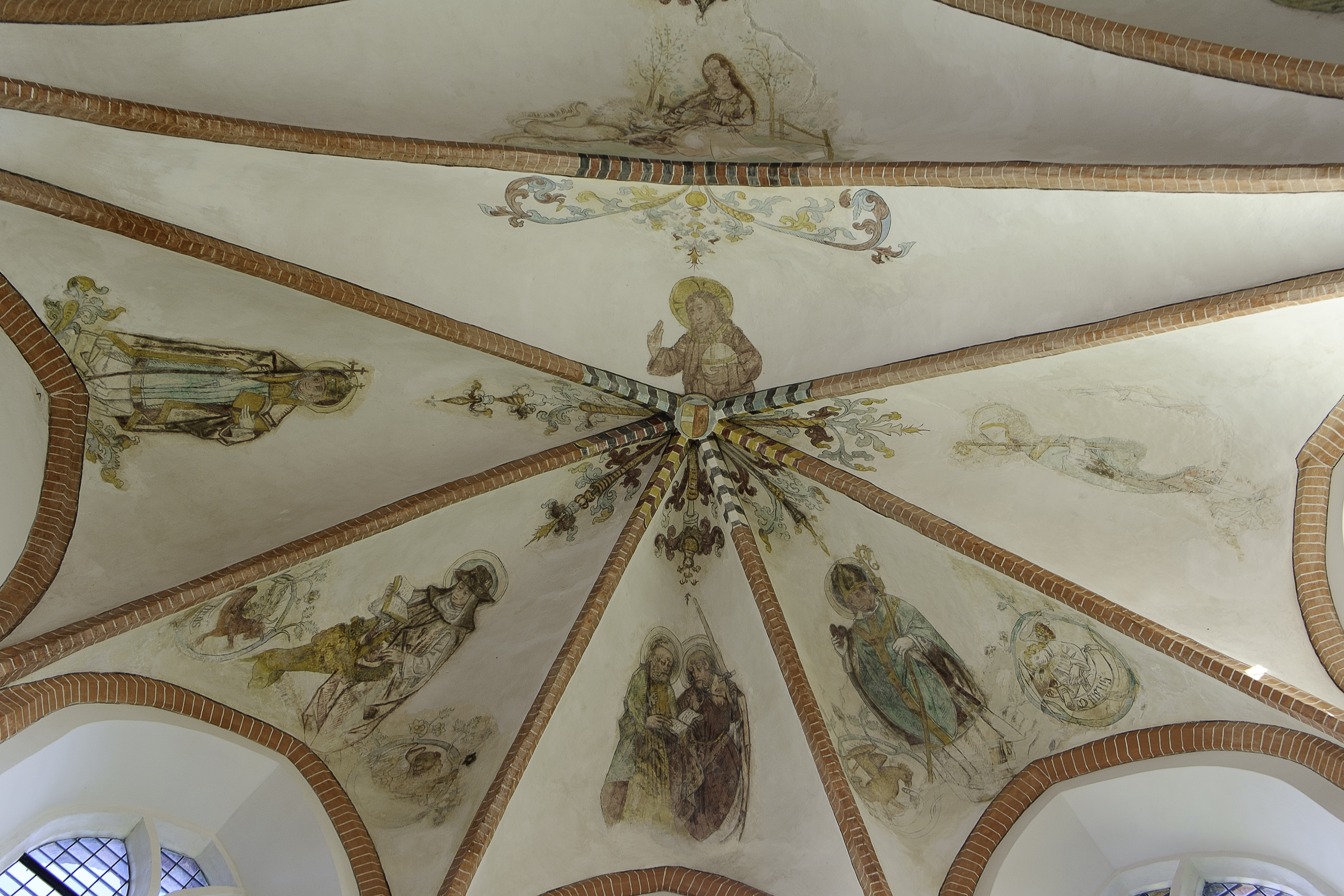
Apostelen en kerkvaders, midden onder Petrus en Paulus

## Exterieur
Het exterieur van de kerk wordt gekenmerkt door bakstenen muren en gotische architectuurelementen, zoals de spitsboogramen en steunberen. De verschillende bouwfasen en stijlen getuigen van de rijke geschiedenis en het belang van de kerk in de regio.

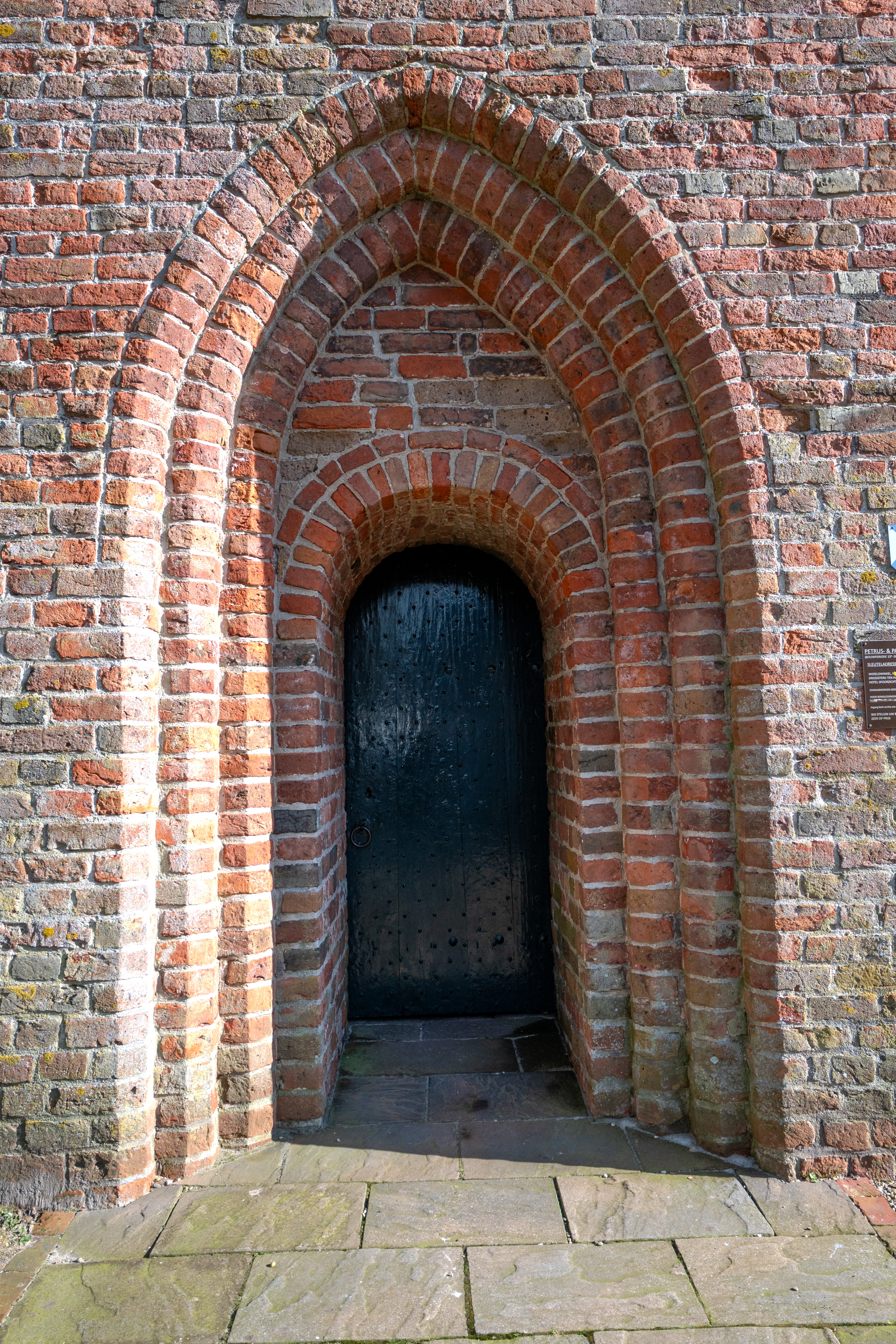
Entree deur
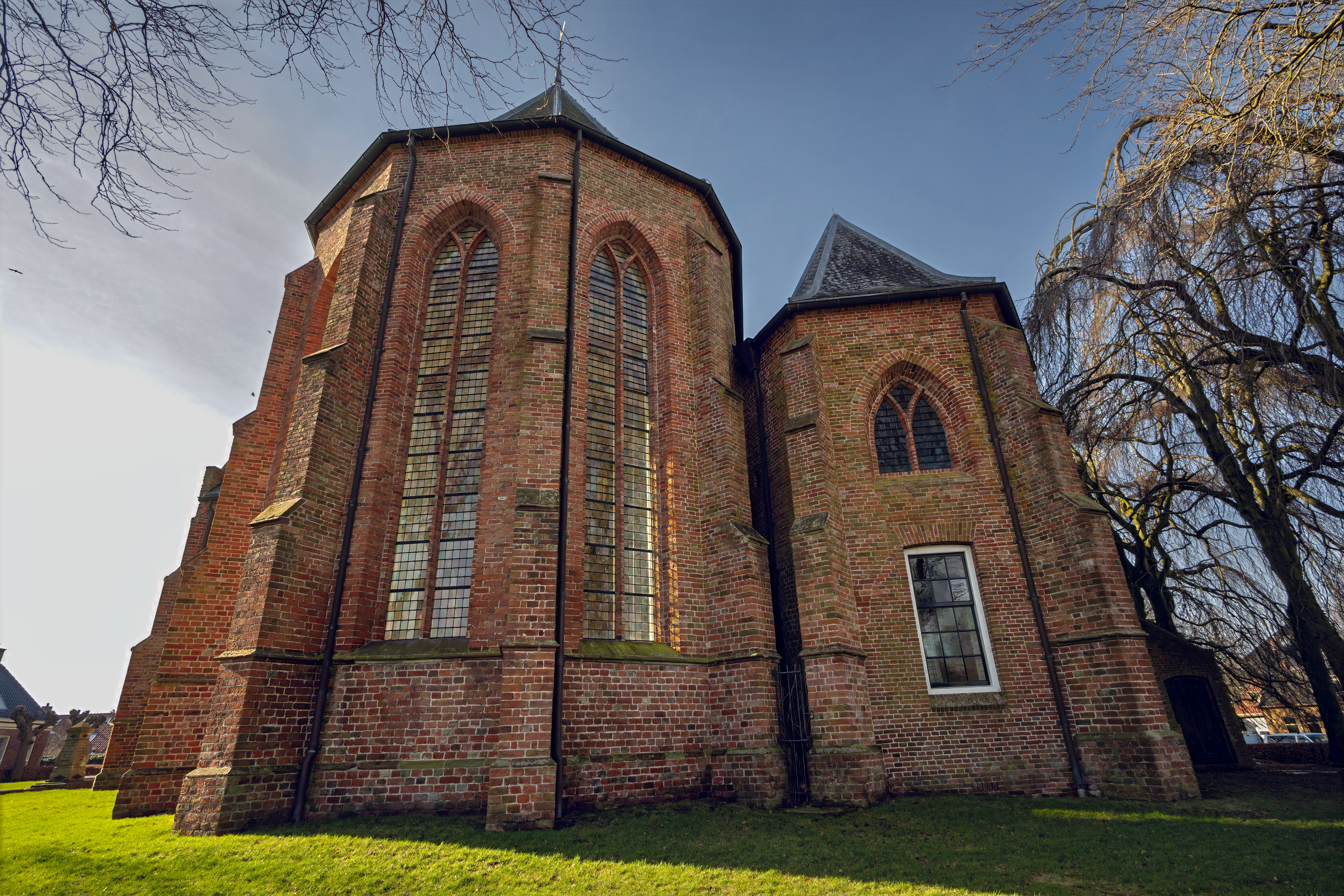
Noord oost zijde
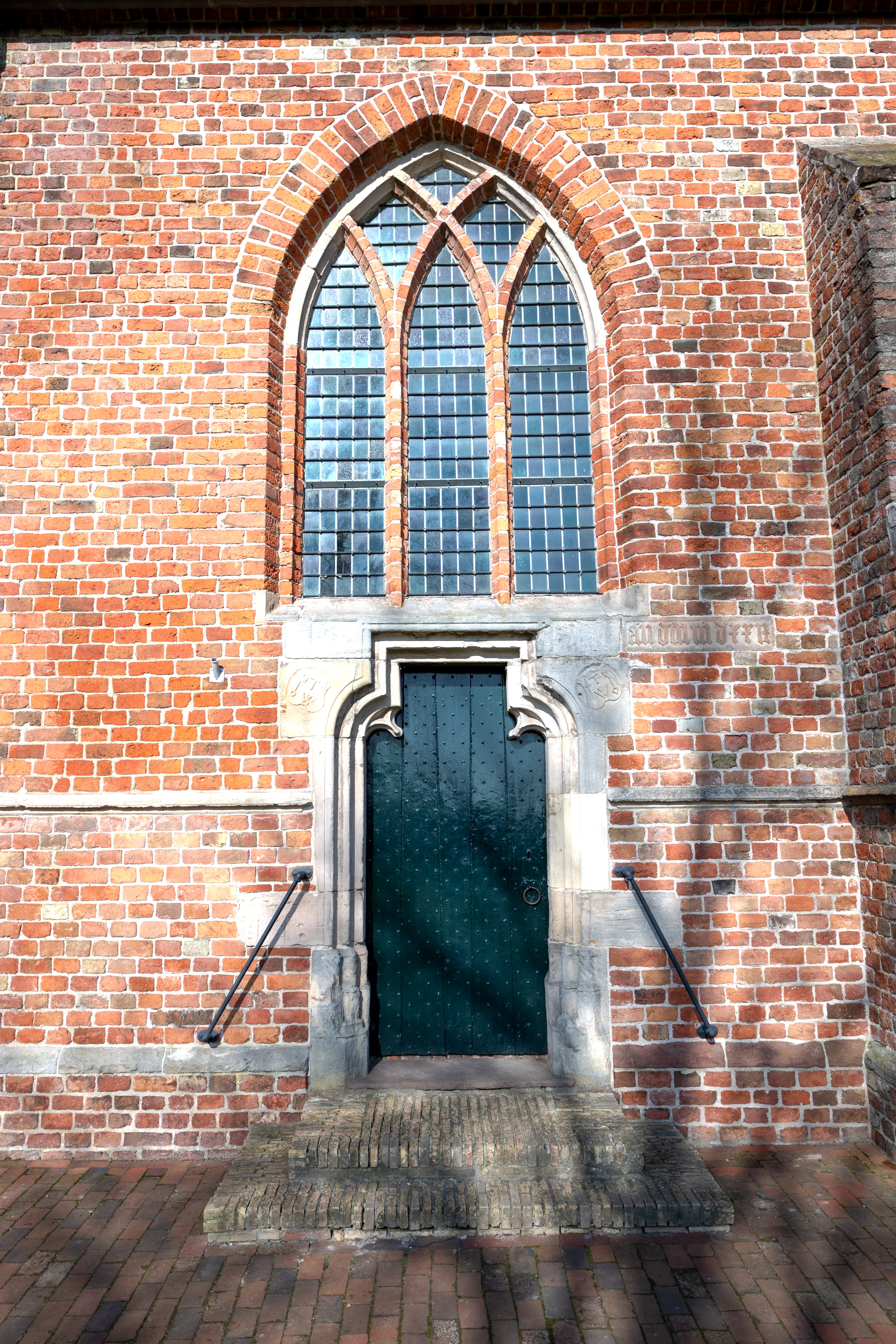
Deur zijde
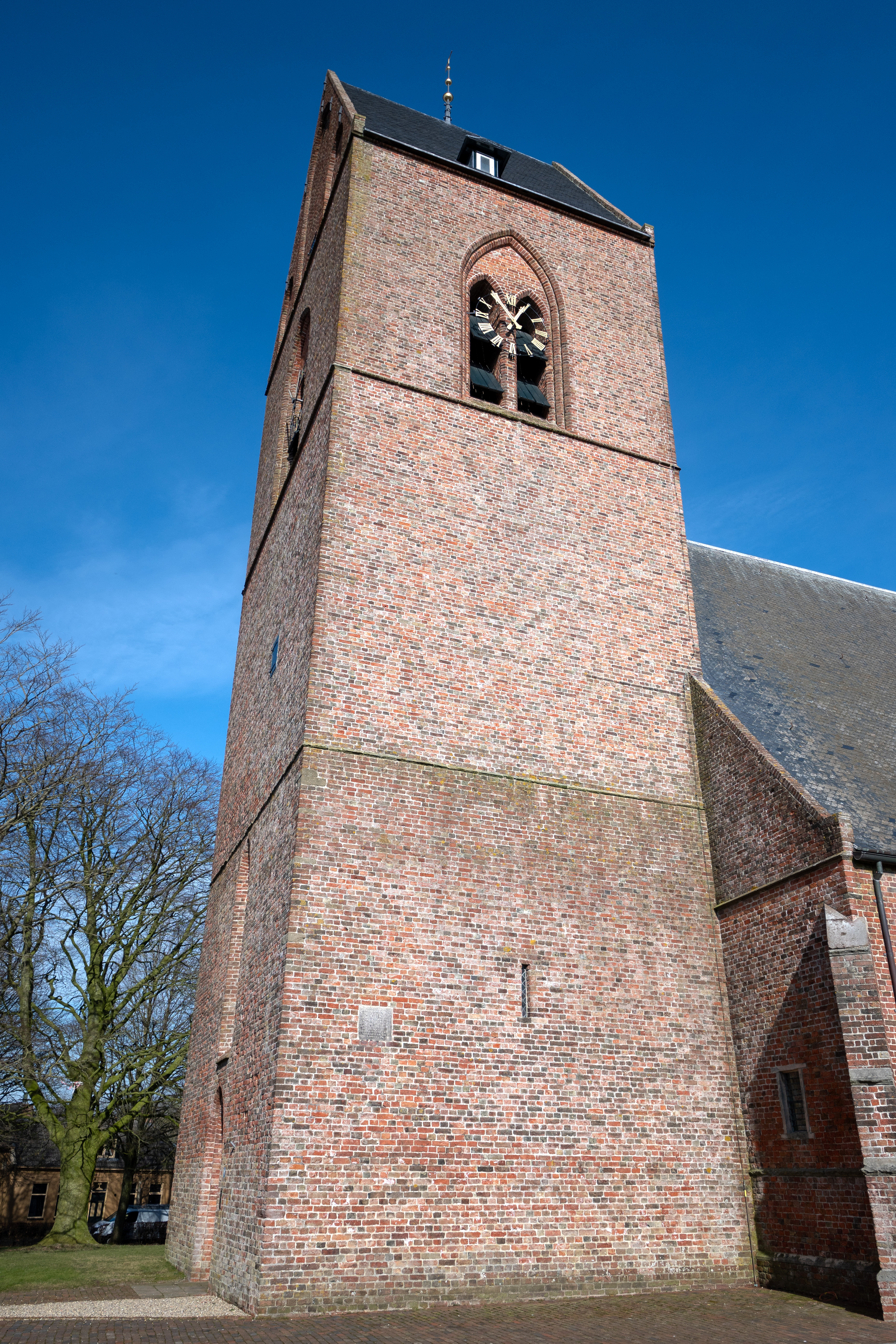
Toren
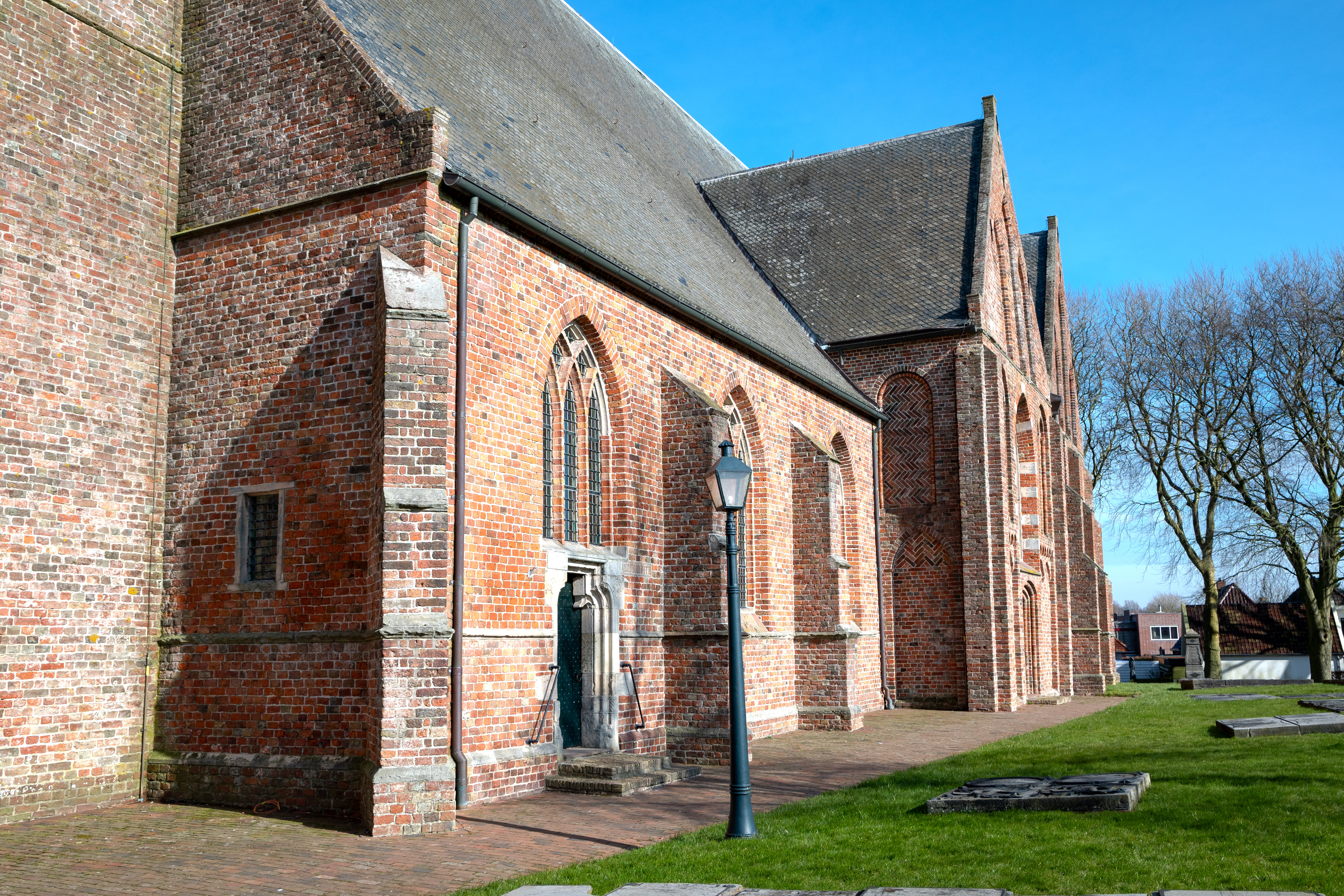
Zijkant zuiden kant
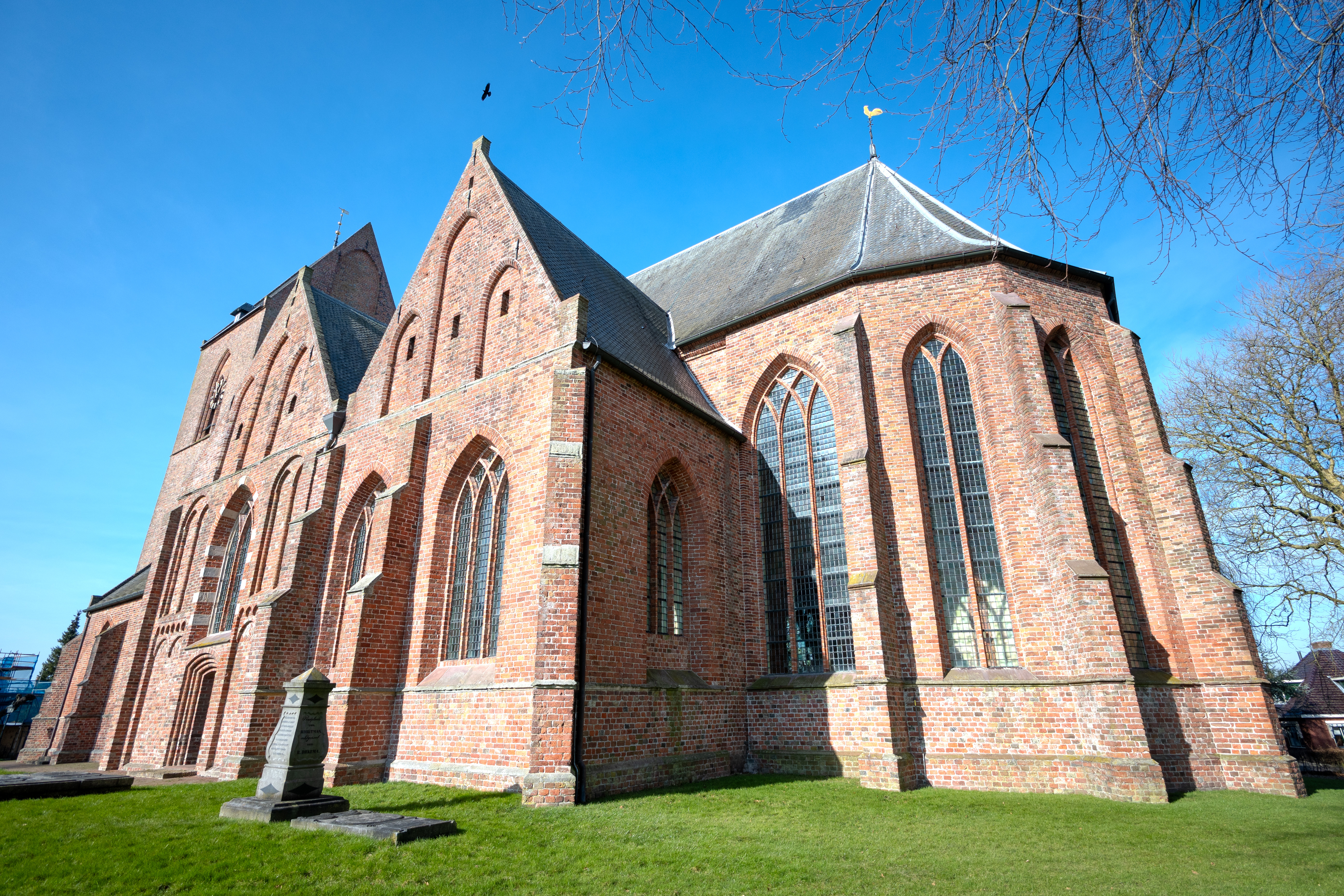
Zijkant Zuid Oost